# Pattinaggio di velocità ai XXI Giochi olimpici invernali - 500 m femminile
La gara dei 500 m femminile ai XXI Giochi olimpici invernali si è svolta il 16 febbraio 2010 al Richmond Olympic Oval. La gara è consistita di due prove su questa distanza, con la classifica data dalla somma dei tempi, ed è stata vinta dalla sudcoreana Lee Sang-Hwa.
La detentrice del titolo era la russa Svetlana Zhurova, che non ha difeso il titolo essendosi ritirata.

## Record
Prima di questa competizione, i record mondiali ed olimpici erano i seguenti.
| Record mondiale | Jenny Wolf ( Germania)         | 37"00 | Salt Lake City      | 11 dicembre 2007 |
| Record olimpico | Catriona Le May Doan ( Canada) | 34"42 | Salt Lake City 2002 | 13 febbraio 2002 |

| Record mondiale | Jenny Wolf ( Germania)         | 74"42 | Salt Lake City      | 10 marzo 2007    |
| Record olimpico | Catriona Le May Doan ( Canada) | 74"75 | Salt Lake City 2002 | 13 febbraio 2002 |

## Risultati
| Pos. | Nome                 | Nazione        | Corsa 1  | Corsa 1  | Corsa 1 | Corsa 2      | Corsa 2      | Corsa 2      | Totale   | Totale   |
| Pos. | Nome                 | Nazione        | Batteria | Tempo    | Pos.    | Batteria     | Tempo        | Pos.         | Tempo    | Distacco |
| ---- | -------------------- | -------------- | -------- | -------- | ------- | ------------ | ------------ | ------------ | -------- | -------- |
|      | Lee Sang-Hwa         | Corea del Sud  | 17       | 38"249   | 1       | 18           | 37"850       | 2            | 1'16"09  |          |
|      | Jenny Wolf           | Germania       | 17       | 38"307   | 2       | 18           | 37"838       | 1            | 1'16"14  | +0"05    |
|      | Wang Beixing         | Cina           | 15       | 38"487   | 3       | 17           | 38"144       | 3            | 1'16"63  | +0"54    |
| 4    | Margot Boer          | Paesi Bassi    | 18       | 38"511   | 4       | 17           | 38"365       | 4            | 1'16"87  | +0"78    |
| 5    | Sayuri Yoshii        | Giappone       | 15       | 38"566   | 6       | 16           | 38"432       | 5            | 1'16"99  | +0"90    |
| 6    | Heather Richardson   | Stati Uniti    | 14       | 38"698   | 9       | 14           | 38"477       | 6            | 1'17"17  | +1"08    |
| 7    | Zhang Shuang         | Cina           | 12       | 38"530   | 5       | 16           | 38"807       | 13           | 1'17"33  | +1"24    |
| 8    | Jin Peiyu            | Cina           | 9        | 38"686   | 8       | 15           | 38"711       | 11           | 1'17"45  | +1"36    |
| 9    | Ko Hyon-Suk          | Corea del Nord | 2        | 38"893   | 15      | 10           | 38"577       | 7            | 1'17"47  | +1"38    |
| 10   | Christine Nesbitt    | Canada         | 11       | 38"881   | 13      | 13           | 38"694       | 8            | 1'17"57  | +1"48    |
| 11   | Monique Angermüller  | Germania       | 7        | 38"761   | 10      | 13           | 38"830       | 14           | 1'17"59  | +1"50    |
| 12   | Nao Kodaira          | Giappone       | 16       | 38"835   | 12      | 12           | 38"797       | 12           | 1'17"63  | +1"54    |
| 13   | Xing Aihua           | Cina           | 13       | 38"792   | 11      | 14           | 38"849       | 16           | 1'17"64  | +1"55    |
| 14   | Shihomi Shinya       | Giappone       | 14       | 38"964   | 16      | 12           | 38"765       | 10           | 1'17"72  | +1"63    |
| 15   | Thijsje Oenema       | Paesi Bassi    | 13       | 38"892   | 14      | 11           | 38"869       | 17           | 1'17"76  | +1"67    |
| 16   | Tomomi Okazaki       | Giappone       | 12       | 38"971   | 17      | 9            | 39"060       | 20           | 1'18"03  | +1"94    |
| 17   | Elli Ochowicz        | Stati Uniti    | 11       | 39"002   | 18      | 8            | 39"048       | 19           | 1'18"05  | +1"96    |
| 18   | Yekaterina Aydova    | Kazakistan     | 6        | 39"024   | 19      | 11           | 39"116       | 22           | 1'18"140 | +2"05    |
| 19   | Laurine van Riessen  | Paesi Bassi    | 10       | 39"302   | 21      | 9            | 38"845       | 15           | 1'18"147 | +2"05    |
| 20   | Olga Fatkulina       | Russia         | 10       | 39"359   | 24      | 7            | 39"077       | 21           | 1'18"43  | +2"34    |
| 21   | Jennifer Rodriguez   | Stati Uniti    | 3        | 39"182   | 20      | 10           | 39"281       | 24           | 1'18"46  | +2"37    |
| 22   | Svetlana Kaykan      | Russia         | 8        | 39"422   | 27      | 5            | 39"210       | 23           | 1'18"63  | +2"54    |
| 23   | Karolína Erbanová    | Rep. Ceca      | 6        | 39"365   | 25      | 6            | 39"321       | 26           | 1'18"68  | +2"59    |
| 24   | Yekaterina Malysheva | Russia         | 9        | 39"782   | 32      | 4            | 38"947       | 18           | 1'18"72  | +2"63    |
| 25   | Chiara Simionato     | Italia         | 4        | 39"480   | 28      | 4            | 39"285       | 25           | 1'18"76  | +2"67    |
| 26   | Lee Bo-Ra            | Corea del Sud  | 4        | 39"396   | 26      | 6            | 39"406       | 28           | 1'18"80  | +2"71    |
| 27   | Shannon Rempel       | Canada         | 7        | 39"351   | 22      | 8            | 39"473       | 29           | 1'18"82  | +2"73    |
| 28   | Judith Hesse         | Germania       | 8        | 39"357   | 23      | 7            | 39"486       | 30           | 1'18"84  | +2"75    |
| 29   | Sophie Muir          | Australia      | 3        | 39"649   | 31      | 2            | 39"400       | 27           | 1'19"04  | +2"95    |
| 30   | Lauren Cholewinski   | Stati Uniti    | 5        | 39"514   | 29      | 3            | 38"587       | 32           | 1'19"10  | +3"01    |
| 31   | Ahn Jee-Min          | Corea del Sud  | 5        | 39"595   | 30      | 5            | 39"549       | 31           | 1'19"14  | +3"05    |
| 32   | Oh Min-Jee           | Corea del Sud  | 1        | 39"816   | 33      | 3            | 39"768       | 33           | 1'19"58  | +3"49    |
| 33   | Svetlana Radkevich   | Bielorussia    | 2        | 39"899   | 35      | 2            | 39"854       | 34           | 1'19"753 | +3"66    |
| 34   | Anastasia Bucsis     | Canada         | 1        | 39"879   | 34      | 1            | 39"876       | 35           | 1'19"755 | +3"66    |
| 35   | Annette Gerritsen    | Paesi Bassi    | 16       | 1'37"952 | 36      | 1            | 38"709       | 9            | 2'16"66  | +60"57   |
| -    | Yulia Nemaya         | Russia         | 18       | 38"594   | 7       | non concluso | non concluso | non concluso | -        | -        |